# Bulova
Bulova es una casa  relojera de lujo de los Estados Unidos famosa por haber fabricado el primer "reloj electrónico" de dispositivos de mano del mundo, el Bulova Accutron.
Aunque estadounidense de origen, Bulova diseñaba sus relojes en los Estados Unidos y los fabricaba en Suiza. A finales del año 2008, la empresa fue comprada por la compañía relojera japonesa Citizen.

## Historia
En 1875 Joseph Bulova, un inmigrante procedente de Bohemia, abrió una pequeña joyería en Maiden Lane en la Ciudad de Nueva York. Bulova se fundó con el nombre de J. Bulova Company. Refundada bajo el nombre de Bulova Watch Company en 1923, pasó a ser parte de la Loews Corporation en 1979, siendo vendida a la compañía japonesa Citizen a finales del año 2007. En 1911, Bulova comenzó la fabricación de relojes de bolsillo, relojes de mesa y relojes de pared, y a partir de la Primera Guerra Mundial fabricó relojes de pulsera. En 1928 fabricó el primer reloj controlado por radio.
En 1912, Joseph Bulova lanzó su primera planta dedicada exclusivamente a la producción de relojes, localizada en Biena, Suiza, introduciendo un nuevo sistema de producción en masa. En 1919, ofreció la primera gama completa de relojes para mujeres, y complementada con una gama para hombres en 1924. El estilo visual de su primera publicidad hizo que el reloj fuera muy popular entre el público estadounidense, gracias a su estilo original, precisión y tecnología de investigación propia. En 1927, instaló un observatorio en la azotea de un rascacielos localizado en el 580 de la Quinta Avenida de Nueva York para determinar con precisión el tiempo universal.
Bulova estableció sus operaciones en Woodside, Nueva York y en Flushing, donde introdujo innovaciones en la producción de relojes y desarrolló numerosas herramientas para su fabricación. Estas innovaciones incluyeron el modelo Accutron, un reloj que disponía de un sistema de resonancia controlado por un diapasón que regulaba el movimiento de las agujas.

## Bulova Accutron - Max Hetzel

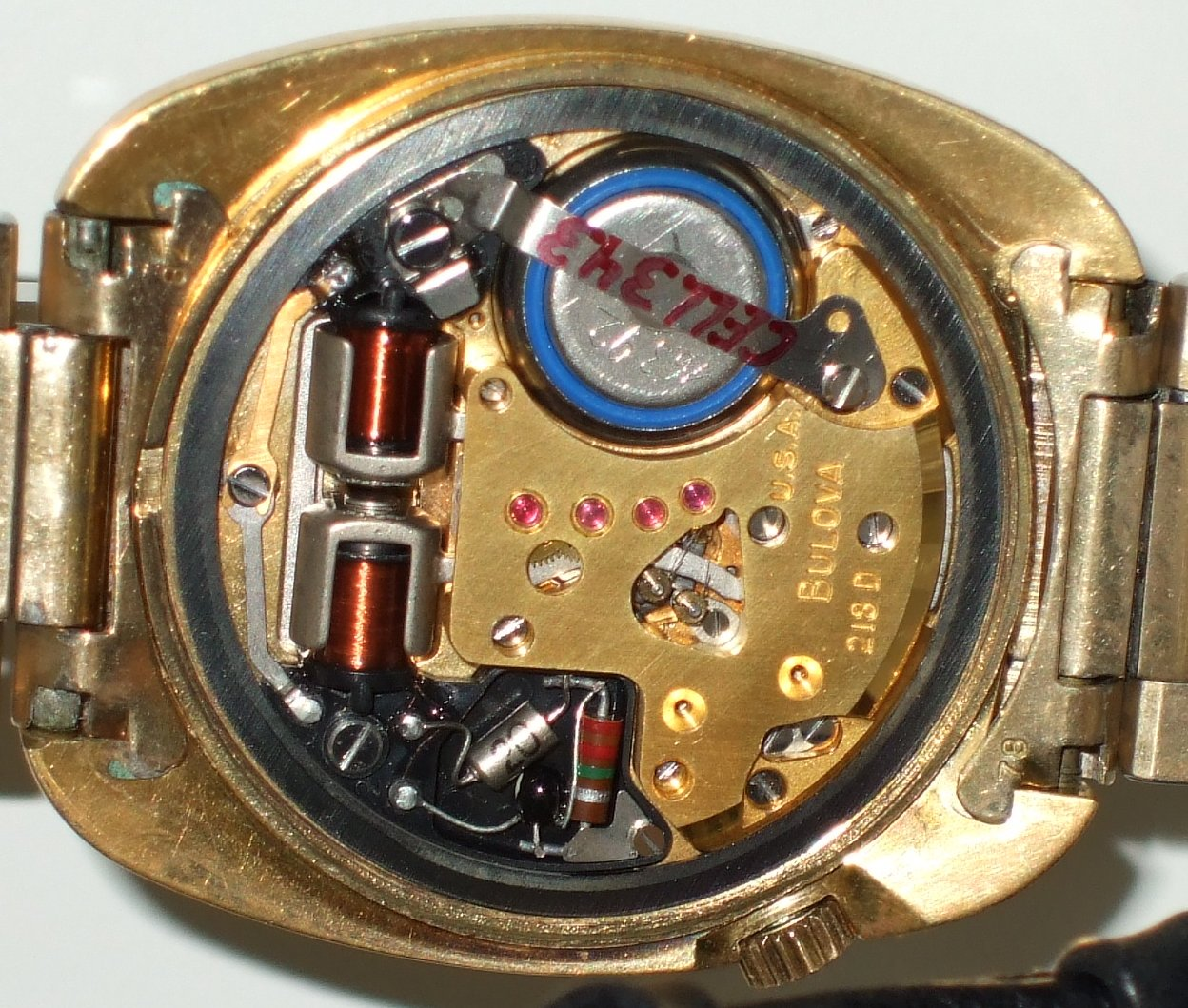
Diapasón de un Bulova Accutron de 1971

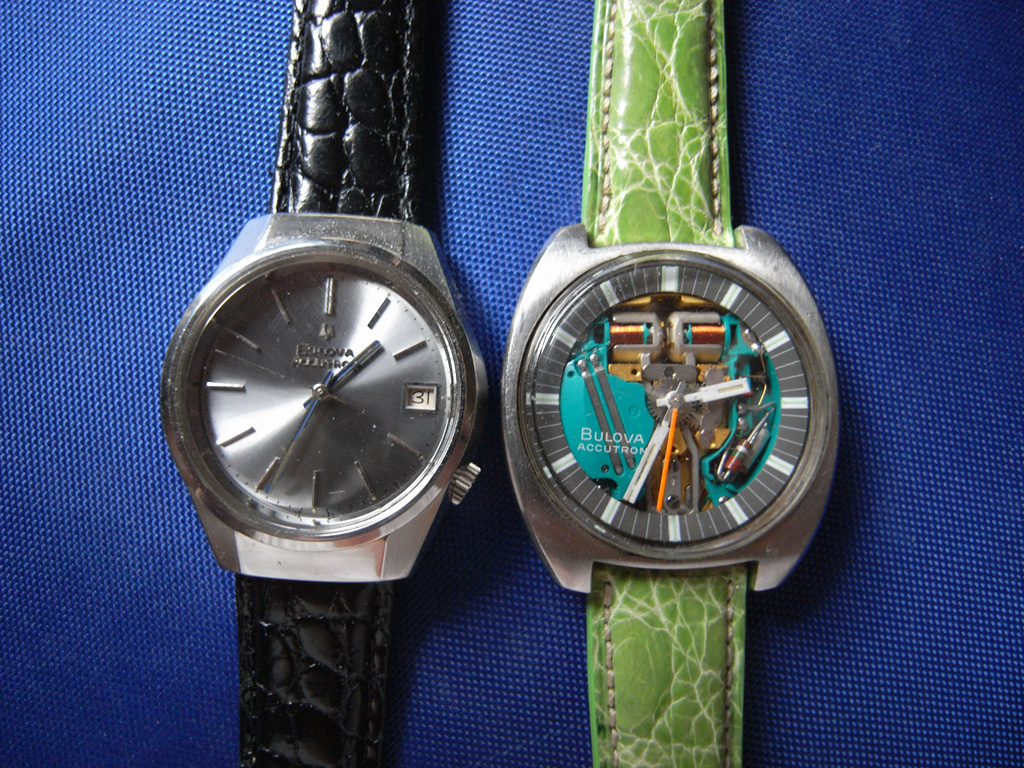
Relojes Bulova Accutron

A partir de 1950, la firma desarrolló el primer reloj electrónico, el Bulova Accutron, obra del inventor Max Hetzel, nacido en Basilea, Suiza, y que se unió a la Bulova Watch Company de Biena, Suiza, en 1948. La bobina del diapasón era accionada por un circuito electrónico con un transistor que oscilaba a 360 Hz, de forma que el Bulova Accutron pasó a ser el primer "reloj electrónico" de pulsera del mundo. A diferencia de los relojes mecánicos o los de cuarzo posteriores, el movimiento de la aguja del segundero era totalmente fluido y continuo, sin saltos. Varias compañías suizas equiparon también movimientos de diapasón en sus relojes de pulsera, pagando una licencia a Bulova. Se vendieron más de 4 millones de relojes de este tipo hasta que su producción cesó en 1977.
En estos años, la NASA pidió que se le fabricara una serie Bulova Accutron para el espacio. Como resultado, la firma relojera fabricó unos modelos que se utilizaron en los temporizadores y en las técnicas relacionadas con la medida de tiempo durante los vuelos espaciales, desde 1958 con los Vanguard, hasta la llegada a la Luna en 1969, en la que el módulo lunar LEM estaba equipado con un reloj de este tipo, mientras que los astronautas llevaban cronógrafos mecánicos Omega Speedmaster.
Años después, Bulova presentó el Precisionist, un reloj de cuarzo de pulsera con un segundero de movimiento continuo, como el que tenían aquellos relojes de diapasón.